# Obi (religião)

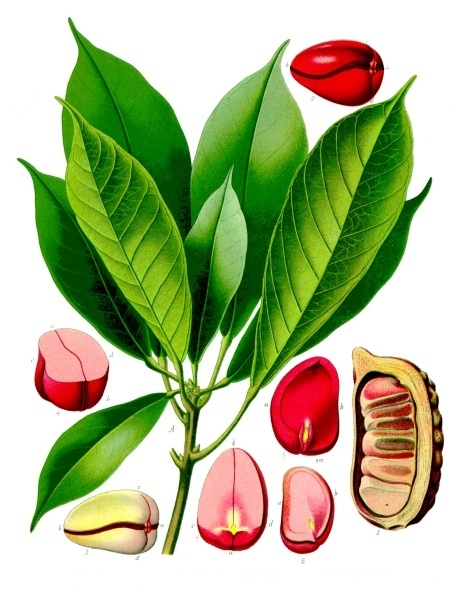
Obi, Cola acuminata

Obi é um fruto indispensável em rituais do candomblé, também conhecido como Noz-de-cola, seu nome científico é Cola acuminata. Usado principalmente no ritual de Ori, bori, feitura de santo e Jogo de Obi.

## Uso ritual
O Povo do Santo com certeza já ouviu a expressão “eu comi do seu Obi”, em afirmação e confirmação de que esteve presente no ritual pelo qual a pessoa passou. O Obi é um fruto sagrado presente em 99 % dos rituais do Candomblé, por esta razão cercado de muito mistério, conceitos, mitos e tabus. Corre uma nota na internet que: “Obi não pode ser cortado com faca”, fato aceito e passado por muitos sacerdotes renomados de forma errônea. Quando o correto era dizer que: “antes do Obi responder alafia não poderia ser cortado” isso para qualquer tipo de Obi; de duas, três, quatro ou mais gomos, até porque o Obi para ser sacrificado ele tem que aceitar a sua condição de sacrifício, mas depois deve ser sacrificado sim e não de qualquer forma, deve ser sacrificado pelo local onde ele iria nascer, justamente no broto, lugar onde iria germinar e tornar-se uma árvore (O sacrifício é justamente este, impedir dele se tornar uma árvore em nome do ritual que está sendo feito). 

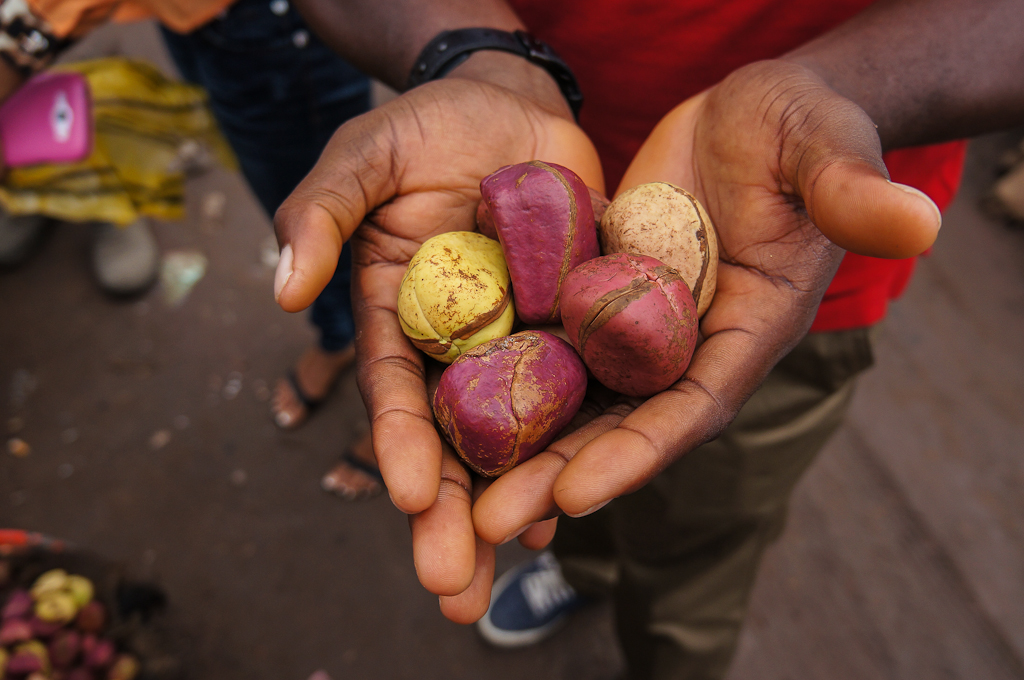
Obi - Cola Nut africana

Todo Obi deve ser tratado com muito carinho e respeito, igual a um animal de duas ou quatro patas, deve estar limpo e sem nenhum ferimento e o seu sacrifício deve ser rápido e preciso no local já mencionado, caso contrário seria como sacrificar um animal pelos pés ou barriga ou caso contrário, deixando o animal ferido sem ter a ideia de quando iria morrer. Depois de sacrificado as farpas do seu futuro broto deve ser mastigado pelo sacerdote juntamente com o ataré (pimenta da costa) e proferido o Ofó de Obi para que seu sacrifício e objetivos sejam aceitos e torne-se realidade, servindo em seguida aos ancestrais, Ori e Ara (cabeça e corpo) do indivíduo e seu Orixá, o restante pode ser colocado no ibá orixá, partes dele ou total, quando oferecido partes dele o restante deve ser fatiado com faca e servido a todos os presentes, as vezes só com água, com mel ou melaço. O único Orixá que não permite o uso da faca no sacrifício do Obi é Nanã, neste caso pode ser tirado o seu broto com os dentes ou unha do dedo polegar e indicador e evita-se a distribuição com os demais.